# Ярмоклеевка
Ярмоклеевка — деревня в Павлоградском районе Омской области. Входит в состав Логиновского сельского поселения.

## История
Основана в 1909 году. В 1928 году село состояло из 130 хозяйств, основное население — русские. В административном отношении являлось центром Ярмоклеевского сельсовета Павлоградского района Омского округа Сибирского края.

## Население
| 1926 | 2010 |
| ---- | ---- |
| 697  | ↘147 |

## Улицы
- ул. Садовая,
- ул. Степная,
- ул. Центральная.